# 박규선
박규선 (1981년 9월 24일 ~ )은 대한민국의 은퇴한 축구 선수 및 현 지도자로서 선수 시절 포지션은 윙어였다. 현재 한남대학교 축구부에서 감독으로 재직중이다.

## 같이 보기
- 대한민국 축구 국가대표팀